# Марко Джампаоло
Марко Джампаоло (італ. Marco Giampaolo, нар. 2 серпня 1967, Беллінцона) — італійський футболіст, що грав на позиції півзахисника. По завершенні ігрової кар'єри — тренер. З 2022 року очолює тренерський штаб «Сампдорії».

## Ігрова кар'єра
Народився у Швейцарії, в місті Беллінцона у родині італійця, що приїхав туди на роботу. У віці одного року родина повернулась до Італії у місто Джуліанова, де Марко і почав займатись футболом у місцевому однойменному клубі.
У дорослому футболі дебютував 1986 року виступами за команду клубу «Джуліанова», в якій провів чотири сезони, взявши участь у 109 матчах Серії С2. Більшість часу, проведеного у складі «Джуліанови», був основним гравцем команди і у сезоні 1987/88 виступав у команді разом зі своїм братом Федеріко.
Згодом з 1990 року грав у Серії С2 у складі команд клубів «Губбіо» та «Ліката», а у 1993—1995 роках грав за «Сіракузу» у Серії С1.
У сезоні 1995/96 грав у Серії Б за «Андрію», провівши у чемпіонаті 36 матчів, втім клуб зайняв 17 місце і не зберіг прописку у другому за рівнем дивізіоні країни.
Завершив професійну ігрову кар'єру у клубі «Гуальдо», за який виступав протягом сезону 1996/97 у Серії С1.

## Кар'єра тренера
Після завершення кар'єри гравця перейшов у «Пескару», де спочатку працював скаутом, а з 2000 по 2001 рік був асистентом головного тренера. Після цього на цій же посаді працював у клубах «Джуліанова» та «Тревізо».
2004 року став головним тренером команди «Асколі», втім через відсутність необхідної тренерської ліцензії формально був призначений помічником тренера Массімо Сілви. З командою зайняв шосте місце у Серії Б і потрапив в плей-оф. Незважаючи на те, що клуб не пройшов цей відбір, через низку відмов виступати у вищому дивізіоні Італії «Асколі» таки потрапив в Серію A, а тандем Джампаоло—Сілва прожовжив роботу з командою. У лютому 2006 року Джампаоло був дискваліфікований на 2 місяці за те, що продовжив керувати «Асколі» без тренерської ліцензії.
Після відбуття дискваліфікації допоміг зберегти клуб в дивізіоні і перейшов в «Кальярі». У грудні 2006 року був відсторонений, а в лютому 2007 року вже відновлений на своїй посаді в «Кальярі». Врятувавши клуб від вильоту, був затверджений тренером і на наступний сезон, але знову був звільнений в листопаді 2007 року. Пізніше його знову запросили в «Кальярі», але ще раз повернутися в клуб він відмовився, заявивши що «гордість і гідність безцінні».
У червні 2008 року очолив «Сієну», з якою у сезоні 2008/09 зайняв 14-те місце у Серії А, втім наступний сезон клуб розпочав значно гірше і 29 жовтня 2009 року покинув клуб, набравши лише 5 очок в 10 матчах.
У травні 2010 року змінив Синишу Михайловича на посаді тренера «Катанії» і набрав з клубом 22 очки в 20 іграх, але після серії з трьох ігор, в яких команда заробила всього одне очко, Джампаоло був звільнений 18 січня 2011 року.
У червні 2011 року був запрошений керівництвом клубу «Чезени», втім команда провела один з найгірших стартів і після дев'яти турів була останньою з 3 очками в турнірній таблиці. Після декількох днів протестів Джампаоло був звільнений 30 жовтня після поразки 0:2 проти «Парми».
2 липня 2013 року очолив тренерський штаб команди Серії Б «Брешія», але вже у вересні знову достроково був звільнений з клубу після програшу «Кротоне», конфлікту з уболівальникам і зникнення з клубу на кілька днів.
17 листопада 2014 року він був призначений новим тренером «Кремонезе» в Лега Про, в третьому за рівнем дивізіоні країни. Наприкінці сезону, закінчивши його на 8-му місці в чемпіонаті, він припинив контракт з клубом.
15 червня 2015 року він був призначений новим тренером «Емполі» з Серії А, який привів до десятого місця в таблиці за результатами сезону 2015/16 і 15 травня 2016 року вирішив покинути команду.
У липні 2016 року очолив тренерський штаб команди «Сампдорія». У першому сезоні Джампаоло привів команду до 10 місця у Серії А, здобувши з командою важливе досягнення — дві перемоги у двох матчах Ліхтарного дербі проти «Дженоа» за сезон, що сталося вперше в історії команди з сезону 1959/60. У другому сезоні на посаді Джампаоло знову привів команду до 10 місця у чемпіонаті. І в сезоні 2018/19 тренеру не вдалося суттєво покращити результати «Сампдорії», яка фінішувала цього разу дев'ятою, після чого Джампаоло залишив команду.
А вже 19 червня 2019 року Марко очолив тренерський штаб «Мілана», з яким уклав дворічну тренерську угоду. Проте робота спеціаліста з «россонері» була нетривалою — тренера звільнили вже 8 жовтня 2019 року. На той час команда встигла провести під його керівництвом лише сім матчів, в яких зазнали чотирьох поразок, здобувши лише три перемоги.
7 серпня 2020 року уклав дворічну тренерську угоду з «Торіно». 18 січня 2021 звільнений із посади тренера «Торіно».
19 січня 2022 року повернувся на тренерський штаб «Сампдорії».

### Тренерська статистика
Станом на 18 січня 2021
| «Брешія»    | Італія | 2 липня 2013      | 24 вересня 2013 | 7   | 2  | 3  | 2  | 28,57 |
| «Кремонезе» | Італія | 17 листопада 2014 | 14 червня 2015  | 27  | 10 | 9  | 8  | 37,04 |
| «Емполі»    | Італія | 15 червня 2015    | 30 червня 2016  | 39  | 12 | 10 | 17 | 30,77 |
| «Сампдорія» | Італія | 4 липня 2016      | 15 червня 2019  | 123 | 49 | 26 | 48 | 39,84 |
| «Мілан»     | Італія | 1 липня 2019      | 8 жовтня 2019   | 7   | 3  | 0  | 4  | 42,86 |
| «Торіно»    | Італія | 7 серпня 2020     | 18 січня 2021   | 21  | 4  | 8  | 9  | 19,05 |
| Разом       | Разом  | Разом             | Разом           | 211 | 78 | 50 | 83 | 36,97 |

## Особисте життя
Він є старшим братом іншого колишнього футболіста, а потім і тренера Федеріко Джампаоло.